# John Black Packer

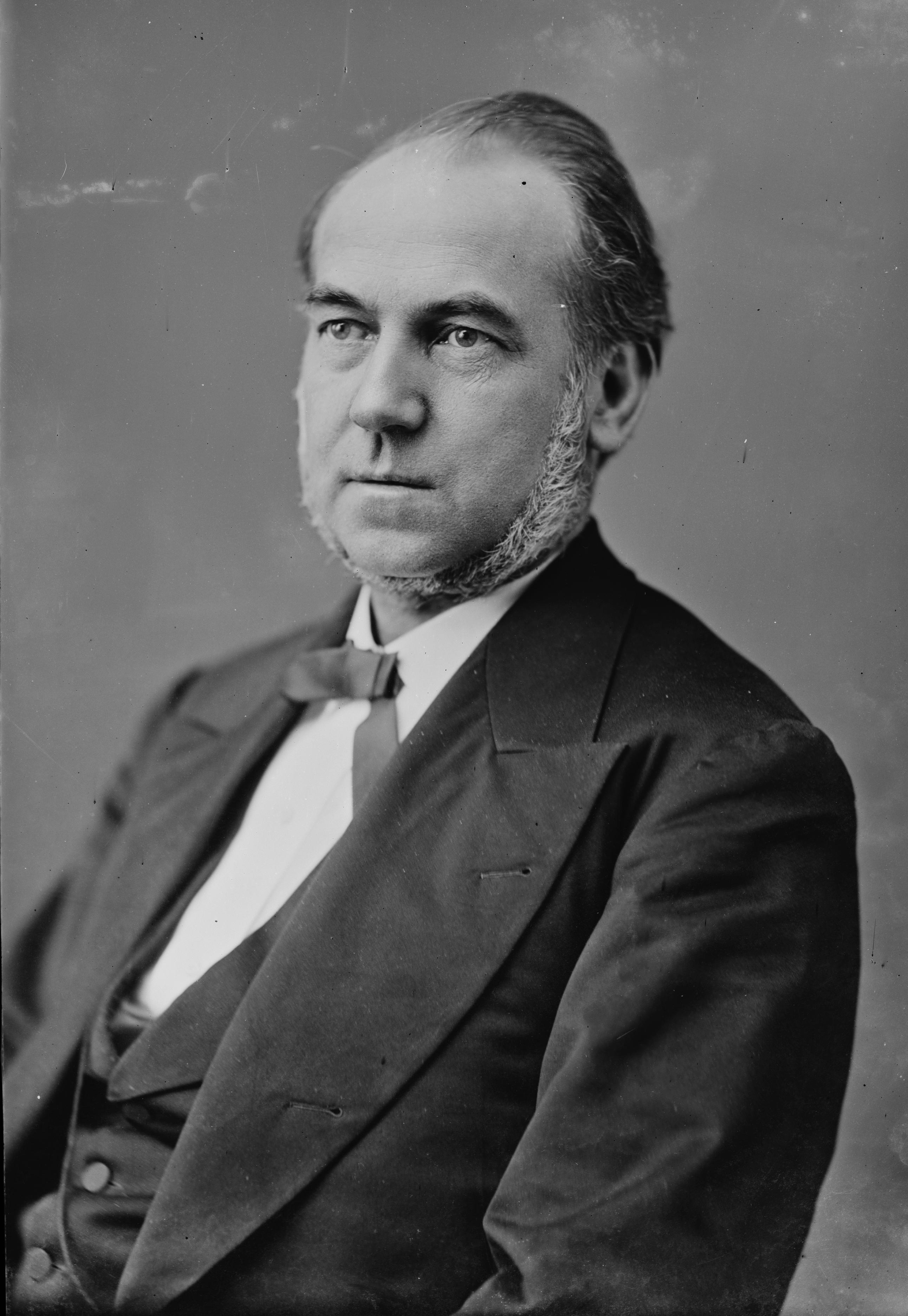
John Black Packer

John Black Packer (* 21. März 1824 in Sunbury, Pennsylvania; † 7. Juli 1891 ebenda) war ein US-amerikanischer Politiker. Zwischen 1869 und 1877 vertrat er den Bundesstaat Pennsylvania im US-Repräsentantenhaus.

## Werdegang
John Packer erhielt zunächst Privatunterricht und besuchte danach die Sunbury Academy. Zwischen 1839 und 1842 war er im Staatsdienst bei der Aufsicht und Durchführung von Arbeiten zur Verbesserung der Infrastruktur tätig. Nach einem anschließenden Jurastudium und seiner 1844 erfolgten Zulassung als Rechtsanwalt begann er in Sunbury in diesem Beruf zu arbeiten. Außerdem stieg er in das Bankgewerbe ein. Von 1845 bis 1847 bekleidete Packer das Amt des stellvertretenden Attorney General. Gleichzeitig schlug er eine politische Laufbahn ein. Zwischen 1850 und 1851 saß er als Abgeordneter im Repräsentantenhaus von Pennsylvania. Ebenfalls im Jahr 1851 war er einer der Gründer der Eisenbahngesellschaft Susquehanna Railroad Company. Später wurde er Mitglied der 1854 gegründeten Republikanischen Partei.
Bei den Kongresswahlen des Jahres 1868 wurde Packer im 14. Wahlbezirk von Pennsylvania in das US-Repräsentantenhaus in Washington, D.C. gewählt, wo er am 4. März 1869 die Nachfolge von George Funston Miller antrat. Nach drei Wiederwahlen konnte er bis zum 3. März 1877 vier Legislaturperioden im Kongress absolvieren. Von 1871 bis 1873 war er Vorsitzender des Eisenbahnausschusses, von 1873 bis 1875 leitete er den Postausschuss. Im Jahr 1876 stellte er sich nicht mehr zur Wiederwahl.
Nach dem Ende seiner Zeit im US-Repräsentantenhaus praktizierte John Packer wieder als Anwalt. Außerdem war er weiterhin im Bankgewerbe tätig. Er starb am 7. Juli 1891 in Sunbury, wo er auch beigesetzt wurde.